# Prix Tietopöllö
Le prix Tietopöllö' (finnois : Tietopöllö-palkinto) est un prix littéraire décerné chaque année depuis 1999 en Finlande.

## Description
Le prix récompense les écrivains ayant publié de nombreux ouvrages de diffusion de la connaissance à destination des jeunes et des enfants.

## Lauréats
Les lauréats du prix sont:
| Année | Écrivain                                       |
| ----- | ---------------------------------------------- |
| 1999  | Maija Larmola Leena Lumme                      |
| 2000  | Marjatta Levanto                               |
| 2001  | Tuula Korolainen Riitta Tulusto                |
| 2002  | Kristiina Louhi                                |
| 2003  | Raisa Cacciatore                               |
| 2004  | Markku Löytönen                                |
| 2005  | Mauri Kunnas                                   |
| 2006  | Jussi Kaakinen Juha Kuisma Kirsti Manninen     |
| 2007  | Hannu Karttunen Jukka Laajarinne Sami Saramäki |
| 2008  | Liisa Lauerma Martti Lintunen                  |
| 2009  | Markus Hotakainen                              |
| 2010  | Aino Havukainen Sami Toivonen                  |
| 2011  | Raili Mikkanen                                 |
| 2012  | Suvi Vehmanen Laila Nevakivi                   |
| 2013  | Iiris Kalliola                                 |
| 2014  | Marjut Hjelt                                   |
| 2015  | Paula Moilanen                                 |